# Heeremanns Graben
Heeremanns Graben ist ein 1,0 Kilometer langer linker Zufluss des Erdelbachs im Stadtgebiet von Münster/Westfalen.

## Verlauf
Der kleine Bachlauf beginnt südlich des Angelsachsenwegs in Angelmodde-West. Er fließt hinter Pommernstraße und Ostpreußenstraße in südliche Richtung, nimmt von rechts einen bei einem Regenrückhaltebecken gelegenen kurzen namenlosen Bachlauf auf und mündet zwischen Haus Maser und Albersloher Weg in den Erdelbach, welcher 1,6 Kilometer weiter bachabwärts in die Werse einfließt.

## Geschichte
Auf historischen Stadtplänen der Stadt Münster ist bis 1974 ein weiter westlich gelegener Bachanfang am Rande des Waldgebiets Großer Lodden bei Heeremann-Kotten dokumentiert.

## Renaturierung und Hochwasserschutz
Im Umfeld von Heeremanns Graben wurden Feuchtgebiete als Ausgleichsfläche für das Siedlungsgebiet Normannenweg und ein Regenrückhaltebecken geschaffen.